# Antennarius scriptissimus
Antennarius scriptissimus är en fiskart som beskrevs av Jordan 1902. Antennarius scriptissimus ingår i släktet Antennarius och familjen Antennariidae. Inga underarter finns listade i Catalogue of Life.